# Spitzenkörper
Spitzenkörper (tạm dịch: thể đỉnh) là một cấu trúc được tìm thấy trong sợi nấm. Đây là là trung tâm điều khiển phát triển của sợi nấm và tạo hình. Bào quan gồm nhiều túi nhỏ, phân bố ở phần ngọn (phần đầu) sợi nấm đang phát triển, trong quá trình nảy mầm bào tử và hình thành nhánh con. Vị trí của bào quan tùy thuộc vào hướng phát triển của sợi nấm. Spitzenkörper là một phần của hệ thống nội màng ở nấm.
Các túi nhỏ được phân bố xung quanh khu vực trung tâm là một lớp mạng lưới vi sợi dày đặc. Polysome thường được tìm thấy gần miền sau của lõi Spitzenkörper trong loài Ascomycota, các vi ống thường mở rộng và xuyên qua Spitzenkörper. Trong thể Woronin của nấm Ascomycota, vi ống nằm ở vùng đỉnh, gần Spitzenkörper.
Tế bào chất của đỉnh Spitzenkörper chưa chủ yếu là các các túi tiết. Ở các loại nấm bậc cao hơn (nấm Ascomycota và Basidiomycota), túi tiết sắp xếp thành tập hợp hình cầu dày đặc gọi là Spitzenkörper hay 'thể đỉnh'. Spitzenkörper có thể quan sát được trong sợi nấm đang phát triển bằng kính hiển vi quang học. Các sợi nấm của Oomycota và một số Eumycota bậc thấp hơn (đặc biệt Zyeimycota) không có Spitzenkörper. Các loài nấm này có túi phân phối lỏng lẻo hơn, sắp xếp theo hình lưỡi liềm bên dưới màng tế bào.